# Hawthorne USO Building
L'Hawthorne USO Building est un centre communautaire de l'United Service Organizations situé à Hawthorne, dans le Nevada, aux États-Unis. Il est inscrit au Registre national des lieux historiques depuis le 18 février 2005.